# نایجل کلو
 نایجل کلاف  (به انگلیسی: Nigel Clough) بازیکن سابق و مربی کنونی فوتبال زادهٔ ۱۹ مارس ۱۹۶۶ اهل انگلستان بود که سابقهٔ بازی در تیم ملی فوتبال انگلستان را در کارنامهٔ خود دارد. نایجل که پسر مربی معروف دهه ی هشتاد تیم ناتینگهام فارست است سابقه بازی برای این تیم زیر نظر پدر خود را داراست . وی در تاریخ ۲۳ مه ۱۹۸۹ نخستین بازی ملی خود را در مقابل تیم ملی فوتبال شیلی انجام داد و با حضور در ۱۴ بازی ملی، در تاریخ ۱۹ ژوئن ۱۹۹۳ واپسین بازی ملی‌اش را در برابر تیم ملی فوتبال آلمان برگزار کرد.